# Años 570
Los años 570 o década del 570 empezó el 1 de enero del 570 y terminó el 31 de diciembre del 579.

## Acontecimientos
- Miro sucede a Teodomiro como rey de los suevos en el año 570; reinará hasta 583.
- Desde 571 hasta 606 Masona es el obispo católico de Mérida.
- Leovigildo sucede a Liuva I como rey de los visigodos en el año 572; reinará hasta 586.
  - Entre 573 y 577 realiza campañas por el norte de la península ibérica.
  - Entre 577 y 578 se produce la revuelta campesina de la Orospeda.
  - Comienza una epidemia de peste bubónica en 577, que continuará hasta 583.
- Benedicto I sucede a San Juan III como papa en el año 575.
- Pelagio II sucede a Benedicto I como papa en el año 579.
- Segundo concilio de Braga

## Personas destacadas
- Leovigildo rey de los visigodos.